# کتلین کلی
کتلین کلی (انگلیسی: Kathleen Kelly؛ زادهٔ ۹ دسامبر ۱۹۱۲) بازیگر اهل بریتانیا است.
از فیلم‌ها یا برنامه‌های تلویزیونی که وی در آن نقش داشته‌است، می‌توان به محموله عجیب و چه بلایی بر سر هارکنس آمد؟ اشاره کرد.